# Anthaxia kubani
Anthaxia kubani es una especie de escarabajo del género Anthaxia, familia Buprestidae. Fue descrita científicamente por Bílý en 1986.